# Yrrol
Yrrol – en kolossalt genomtänkt film är en svensk komedifilm som hade biopremiär i Sverige den 28 oktober 1994 av Peter Dalle med Suzanne Reuter, Johan Ulveson och Claes Månsson med flera.
Filmen fick år 2018 uppföljaren Lyrro – Ut & invandrarna.

## Handling
Yrrol tar sin början i Antikens Grekland, 490 år f.Kr. Vi möter de två filosoferna Leif G.W. Platon och Theresias, spelade av Johan Ulveson och Claes Månsson. Platon ställer sig här frågan varför människan alltid ska anstränga sig "till det yttersta för att kommunicera med varandra". Då visar Theresias upp sin vision om hur världen kommer att se ut 2 484 år senare (1994), i ett land "långt upp i norr" (Sverige). Sedan följer en rad olika sketcher med ett stort antal olika figurer och personligheter, som egentligen inte har någon direkt koppling till varandra. Vissa rollfigurer härstammar från TV-programmet Lorry, däribland den extremt snuskige Farbror Bosse.

## Om filmen
- Yrrol är regisserad av Peter Dalle, som även skrivit filmens manus tillsammans med Rolf Börjlind.
- Peter Dalle, Rolf Börjlind och Suzanne Reuter vann varsin guldbagge, för bästa manus respektive bästa kvinnliga huvudroll.
- Rollerna spelas av komikerna från TV-programmet Lorry och även karaktärer från TV-programmet är med i filmen. Anledningen till att filmens namn blev Yrrol i stället för det ursprungligen tänkta Lorry var att Sveriges Television ansåg sig ha rätt till det namnet. Då vände man helt sonika på namnet och gjorde sin film ändå.
- Stefan Sauk dyker bara upp i två scener i filmen. De andra däremot spelar nästan alla möjliga roller som finns.

## Rollista (urval)
- Suzanne Reuter
- Ulla Skoog
- Peter Dalle
- Claes Månsson
- Johan Ulveson
- Stefan Sauk
- Lena Endre - begravningsdeltagare
- Gunnel Fred - begravningsdeltagare
- Gunilla Röör - begravningsdeltagare
- Thomas Hanzon - Löpare
- Lia Boysen - Våldtäktsoffer
- Helena Grossi - Sjuksköterska
- Sverre Schriwer - Lasse
- Åke Lindemalm - gäst i tv-debatt

Claes Månssons beundrarinnor:
- Martina Axelman
- Andrea Hjelte
- Camilla Tannenberg
- Helen Toftling

Som sig själva:
- Britt Bohlin
- Jan Guillou
- Anders Hellner
- Leif "Loket" Olsson

### Fotnoter
1. ↑  ”Yrrol”. Svensk filmdatabas. 28 oktober 1994. http://www.sfi.se/sv/svensk-filmdatabas/Item/?itemid=19780&type=MOVIE&iv=Basic. Läst 15 oktober 2016.